# Ворона джунглева
Ворона джунглева (Corvus levaillantii) — вид горобцеподібних птахів роду Крук (Corvus) родини Воронові (Corvidae). Синонім: Corvus macrorhynchos levaillantii.
Вид названий на честь французького мандрівника, дослідника, збирача зразків, натураліста, Франсуа Левальяна (François Levaillant, 1753–1824).

## Опис
Трохи менший ніж Corvus macrorhynchos, має квадратний хвіст.

## Середовище проживання
Країни поширення: Бангладеш; Індія; М'янма; Непал; Шрі-Ланка; Таїланд.